# Tojokazu Nomura
Tojokazu Nomura (japonsky: 野村 豊和 (Nomura Tojokazu),14. července 1949, Prefektura Nara, Japonsko) je bývalý reprezentant Japonska v judu, bojující v lehké a později polostřední váze. V roce 1972 získal zlatou olympijskou medaili.
Narodil se do rodiny trenéra (senseie) juda a jeho první sportovní kroky tím byly předem určeny. Nejprve zápasil v lehkých vahách, ale když se mu nedařilo porážet svého rivala Kawagučiho, přešel po mistrovství světa v roce 1971 o váhu výše. Nomura byl znám především brilantní technikou seoi-nage, proti které tehdejší nejaponští judisté neměli obranu.
V roce 1972 se účastnil Letních olympijských her v Mnichově 1972. Turnajem prošel bez sebemenšího zaváhání. Všechny své zápasy vyhrál před časovým limitem a finálový zápas proti Polákovi Zajkowskimu trval pouze 25 s.
Po skončení aktivní kariéry pokračoval v rodinné tradice senseie juda. Jeho synovec Tadahiro Nomura je trojnásobným olympijským vítězem v judu.